# قتيلة بنت صيفي
قتيلة بنت صيفي، صحابية أسلمت وروت عن رسول الله محمد حديثا أخبرنا عبد الوهاب بن أبي حبة، بإسناده عن عبد الله بن أحمد، حدثني يحيى بن سعيد، حدثنا المسعودي، عن معبد بن خالد، عن عبد الله بن يسار، عن قتيلة بنت صيفي الجهنية، قالت: جاء حبر إلى النبي صَلَّى اللَّهُ عَلَيْهِ وَسَلَّمَ فقال: نعم القوم أنتم يا محمد لولا أنكم تشركون، قال: " سبحان الله، وما ذلك؟ " قال: تقولون: والكعبة إذا حلفتم، فأمهل رسول الله صَلَّى اللَّهُ عَلَيْهِ وَسَلَّمَ شيئًا، ثم قال: " إنه قد قال، من حلف فليحلف برب الكعبة "، ثم قال: نعم القوم أنتم لولا أنكم تجعلون لله ندًا، قال: " وما ذلك؟ "، قال: تقولون: ما شاء الله وشئت، قال: فأمهل رسول الله صَلَّى اللَّهُ عَلَيْهِ وَسَلَّمَ شيئا، ثم قال: " إنه قد قال، من قال ما شاء الله فليقل: ثم شئت ".